# Marc Lépine
Marc Lépine (vormals Gamil Rodrigue Liass Gharbi; * 26. Oktober 1964 in Montreal; † 6. Dezember 1989 ebenda) war ein kanadischer antifeministischer Amokläufer, der beim Amoklauf an der Polytechnischen Hochschule Montréal 1989 14 Frauen tötete sowie zehn Frauen und vier Männer verletzte, bevor er sich selbst erschoss.

## Leben
Marc Lépine wurde als Sohn des algerischen Handlungsreisenden Rachid Liess Gharbi und der kanadischen Krankenpflegerin Monique Lépine geboren und wuchs in Montreal auf. Sein Vater war ein autoritärer und eifersüchtiger Mann, der seine Frau und Kinder häufig schlug. Er verlangte von seiner Frau, dass sie als Privatsekretärin für ihn arbeitete, und schlug sie, wenn sie Fehler beim Tippen machte. Darüber hinaus war er seinen Kindern und besonders Marc gegenüber gleichgültig und gewalttätig und verweigerte jegliche Zärtlichkeit aus Angst, seine Kinder zu verziehen. Nach einem Vorfall 1970, in dem Gharbi seinen Sohn so hart schlug, dass sein Gesicht eine Woche später noch gezeichnet war, entschied sich Monique Lépine ihren Mann zu verlassen und ließ sich 1976 von Gharbi scheiden. Im Scheidungsverfahren erklärte sie vor Gericht, dass ihr Mann eine „totale Verachtung gegenüber Frauen“ hege und der Auffassung sei, dass Frauen bloß den Männern dienen sollten. Kurze Zeit nach der Trennung brach Rachid Gharbi den Kontakt zu seinen Kindern ab. Mit 14 Jahren nahm Marc den Nachnamen seiner Mutter an und nannte sich Marc Lépine. Als Grund für die Namensänderung nannte er seine Abneigung gegen seinen Vater.
Im September 1981 im Alter von 17 Jahren bewarb sich Lépine bei den kanadischen Streitkräften, wurde allerdings für untauglich befunden. 1982 begann er eine vor-universitäre Ausbildung in Grundlagenwissenschaft an einem Collège d’enseignement général et professionnel (Cégep). Nach einem Jahr wechselte er aber zu einem dreijährigen Programm in Elektrotechnik. Er brach diese Ausbildung in seinem letzten Semester ohne Angabe von Gründen ab. Lépine bewarb sich 1986 und 1989 an der École Polytechnique de Montréal, um ein Ingenieursstudium aufzunehmen, aber für die Aufnahme fehlten ihm zwei Cégep-Kurse. Einen davon absolvierte er im Winter 1989.
Marc Lépine wurde auf dem Friedhof Notre-Dame-des-Neiges in Montreal beerdigt.

## Einstellungen
Als Teenager war Lépine verschlossen und hatte Probleme damit, Gefühle zu zeigen. Er hatte ein geringes Selbstwertgefühl und litt an chronischer Akne. In der Schule wurde er wegen seines ausländischen Namens Gharbi gehänselt und zu Hause stichelte ihn seine jüngere Schwester Nadia wegen seiner Akne und weil er keine Freundin hatte. Er besaß ein Luftgewehr, mit dem er auf Tauben schoss, und interessierte sich für den Zweiten Weltkrieg und Adolf Hitler. 1987 wurde er wegen aggressiven und respektlosen Verhaltens aus einem Nebenjob entlassen. Seine Freunde beschrieben ihn als unberechenbar und bei Provokation zu Wutanfällen neigend. Lépine wollte eine Freundin, fühlte sich aber unwohl in Anwesenheit von Frauen. Er neigte dazu, Frauen herumzukommandieren und mit seinem Wissen vor ihnen zu prahlen. Er sprach mit Männern über seine Abneigung gegenüber Feministinnen, Karrierefrauen und Frauen in traditionell männlichen Berufen und war der Ansicht, dass Frauen zu Hause bleiben und sich um ihre Familien kümmern sollten. Im April 1989 beschwerte er sich bei der Zulassungsstelle der École Polytechnique über Frauen, die Männern ihre Arbeitsplätze wegnehmen. In seinem Abschiedsbrief schrieb er, sein Amoklauf habe politische Motive und Feministinnen hätten sein Leben ruiniert. Der Brief enthielt darüber hinaus eine Liste mit den Namen von 19 Frauen aus Québec, die Lépine für Feministinnen hielt und deshalb töten wollte. Während des Amoklaufs sagte er zu einem seiner Opfer: „Je combats le féminisme“ (Ich bekämpfe den Feminismus). Eine Studentin antwortete, sie sei keine Feministin, woraufhin Lépine sie erschoss. Das Geschlecht seiner Opfer sowie seine Aussagen während des Amoklaufs und in seinem Abschiedsbrief führten dazu, dass das Massaker als eine antifeministische Attacke und als ein Beispiel für Gewalt gegen Frauen gesehen wurde.

## Verfilmung
Die Ereignisse wurden 2009 von Denis Villeneuve unter dem Titel Polytechnique verfilmt. Die Hauptrolle des auf Lépine basierenden Amokläufers, dessen Name im Film allerdings nicht genannt wird, übernahm der Schauspieler Maxim Gaudette.